# Manuel Akanji
Manuel Obafemi Akanji (Neftenbach, Suiza, 19 de julio de 1995) es un futbolista suizo que juega como defensa en el Manchester City F. C. de la Premier League de Inglaterra.

## Selección nacional
Tras jugar dos partidos con la selección de fútbol sub-20 de Suiza y seis con la selección de fútbol sub-21 de Suiza, finalmente el 9 de junio de 2017 hizo su debut con la selección absoluta en un encuentro contra las Islas Feroe que finalizó con un resultado de 0-2 a favor del combinado suizo tras los goles de Granit Xhaka y Xherdan Shaqiri. Además llegó a disputar cuatro partidos de la clasificación para la Copa Mundial de Fútbol de 2018.

#### Participaciones en Copas del Mundo
| Mundial                        | Sede  | Resultado        | Partidos | Goles |
| ------------------------------ | ----- | ---------------- | -------- | ----- |
| Copa Mundial de Fútbol de 2018 | Rusia | Octavos de final | 4        | 0     |
| Copa Mundial de Fútbol de 2022 | Catar | Octavos de final | 4        | 1     |

#### Participaciones en Eurocopas
| Eurocopa      | Sede     | Resultado        | Partidos | Goles |
| ------------- | -------- | ---------------- | -------- | ----- |
| Eurocopa 2020 | Europa   | Cuartos de final | 5        | 0     |
| Eurocopa 2024 | Alemania | Cuartos de final | 5        | 0     |

#### Goles como internacional
| #  | Fecha                    | Lugar                         | Rival  | Gol | Resultado | Competición                         |
| -- | ------------------------ | ----------------------------- | ------ | --- | --------- | ----------------------------------- |
| 1. | 24 de septiembre de 2022 | La Romadera, Zaragoza, España | España | 0-1 | 1-2       | Liga de Naciones de la UEFA 2022-23 |

## Estadísticas

### Clubes
Actualizado al último partido disputado el 30 de junio de 2025.
| Club                             | Div.          | Temporada     | Liga  | Liga  | Copas nacionales | Copas nacionales | Copas internacionales | Copas internacionales | Total | Total |
| Club                             | Div.          | Temporada     | Part. | Goles | Part.            | Goles            | Part.                 | Goles                 | Part. | Goles |
| -------------------------------- | ------------- | ------------- | ----- | ----- | ---------------- | ---------------- | --------------------- | --------------------- | ----- | ----- |
| F. C. Winterthur II · Suiza      | 4.ª           | 2013-14       | 18    | 0     | ―                | ―                | ―                     | ―                     | 18    | 0     |
| F. C. Winterthur II · Suiza      | Total club    | Total club    | 18    | 0     | 0                | 0                | 0                     | 0                     | 18    | 0     |
| F. C. Winterthur · Suiza         | 2.ª           | 2013-14       | 2     | 0     | 0                | 0                | ―                     | ―                     | 2     | 0     |
| F. C. Winterthur · Suiza         | 2.ª           | 2014-15       | 33    | 1     | 2                | 0                | ―                     | ―                     | 35    | 1     |
| F. C. Winterthur · Suiza         | Total club    | Total club    | 35    | 1     | 2                | 0                | 0                     | 0                     | 37    | 1     |
| F. C. Basilea II · Suiza         | 3.ª           | 2015-16       | 3     | 0     | ―                | ―                | ―                     | ―                     | 3     | 0     |
| F. C. Basilea II · Suiza         | 3.ª           | 2016-17       | 1     | 0     | ―                | ―                | ―                     | ―                     | 1     | 0     |
| F. C. Basilea II · Suiza         | Total club    | Total club    | 4     | 0     | 0                | 0                | 0                     | 0                     | 4     | 0     |
| F. C. Basilea · Suiza            | 1.ª           | 2015-16       | 8     | 0     | 3                | 0                | 1                     | 0                     | 12    | 0     |
| F. C. Basilea · Suiza            | 1.ª           | 2016-17       | 15    | 4     | 3                | 1                | 0                     | 0                     | 18    | 5     |
| F. C. Basilea · Suiza            | 1.ª           | 2017-18       | 19    | 1     | 3                | 1                | 6                     | 0                     | 28    | 2     |
| F. C. Basilea · Suiza            | Total club    | Total club    | 42    | 5     | 9                | 2                | 7                     | 0                     | 58    | 7     |
| Borussia Dortmund · Alemania     | 1.ª           | 2017-18       | 11    | 0     | 0                | 0                | 0                     | 0                     | 11    | 0     |
| Borussia Dortmund · Alemania     | 1.ª           | 2018-19       | 25    | 1     | 1                | 0                | 5                     | 0                     | 31    | 1     |
| Borussia Dortmund · Alemania     | 1.ª           | 2019-20       | 29    | 0     | 4                | 0                | 6                     | 0                     | 39    | 0     |
| Borussia Dortmund · Alemania     | 1.ª           | 2020-21       | 28    | 2     | 6                | 0                | 7                     | 0                     | 41    | 2     |
| Borussia Dortmund · Alemania     | 1.ª           | 2021-22       | 26    | 1     | 4                | 0                | 6                     | 0                     | 36    | 1     |
| Borussia Dortmund · Alemania     | Total club    | Total club    | 119   | 4     | 15               | 0                | 24                    | 0                     | 158   | 4     |
| Manchester City F. C. Inglaterra | 1.ª           | 2022-23       | 29    | 0     | 8                | 0                | 11                    | 1                     | 48    | 1     |
| Manchester City F. C. Inglaterra | 1.ª           | 2023-24       | 30    | 2     | 7                | 0                | 11                    | 2                     | 48    | 4     |
| Manchester City F. C. Inglaterra | 1.ª           | 2024-25       | 26    | 0     | 3                | 0                | 11                    | 0                     | 40    | 0     |
| Manchester City F. C. Inglaterra | Total club    | Total club    | 85    | 2     | 18               | 0                | 33                    | 3                     | 136   | 5     |
| Total carrera                    | Total carrera | Total carrera | 303   | 12    | 44               | 2                | 64                    | 3                     | 411   | 17    |

## Palmarés

### Títulos nacionales
| Título                | Club                  | País       | Año  |
| --------------------- | --------------------- | ---------- | ---- |
| Superliga de Suiza    | F. C. Basilea         | Suiza      | 2016 |
| Superliga de Suiza    | F. C. Basilea         | Suiza      | 2017 |
| Copa de Suiza         | F. C. Basilea         | Suiza      | 2017 |
| Supercopa de Alemania | Borussia Dortmund     | Alemania   | 2019 |
| Copa de Alemania      | Borussia Dortmund     | Alemania   | 2021 |
| Premier League        | Manchester City F. C. | Inglaterra | 2023 |
| FA Cup                | Manchester City F. C. | Inglaterra | 2023 |
| Premier League        | Manchester City F. C. | Inglaterra | 2024 |
| Community Shield      | Manchester City F. C. | Inglaterra | 2024 |

### Títulos internacionales
| Título                       | Club                  | Sede           | Año  |
| ---------------------------- | --------------------- | -------------- | ---- |
| Liga de Campeones de la UEFA | Manchester City F. C. | Estambul       | 2023 |
| Supercopa de la UEFA         | Manchester City F. C. | El Pireo       | 2023 |
| Copa Mundial de Clubes       | Manchester City F. C. | Arabia Saudita | 2023 |